# Oza dos Ríos
Oza dos Ríos (tiếng Galician) hay Oza de los Ríos (tiếng Tây Ban Nha) là một đô thị cũ của Tây Ban Nha ở tỉnh A Coruña trong cộng đồng tự trị của Galicia.